# مسجد مراد پاشا
مسجد مراد پاشا (به ترکی استانبولی: Murat Paşa Camii) مسجدی در آنتالیا در ترکیه است.

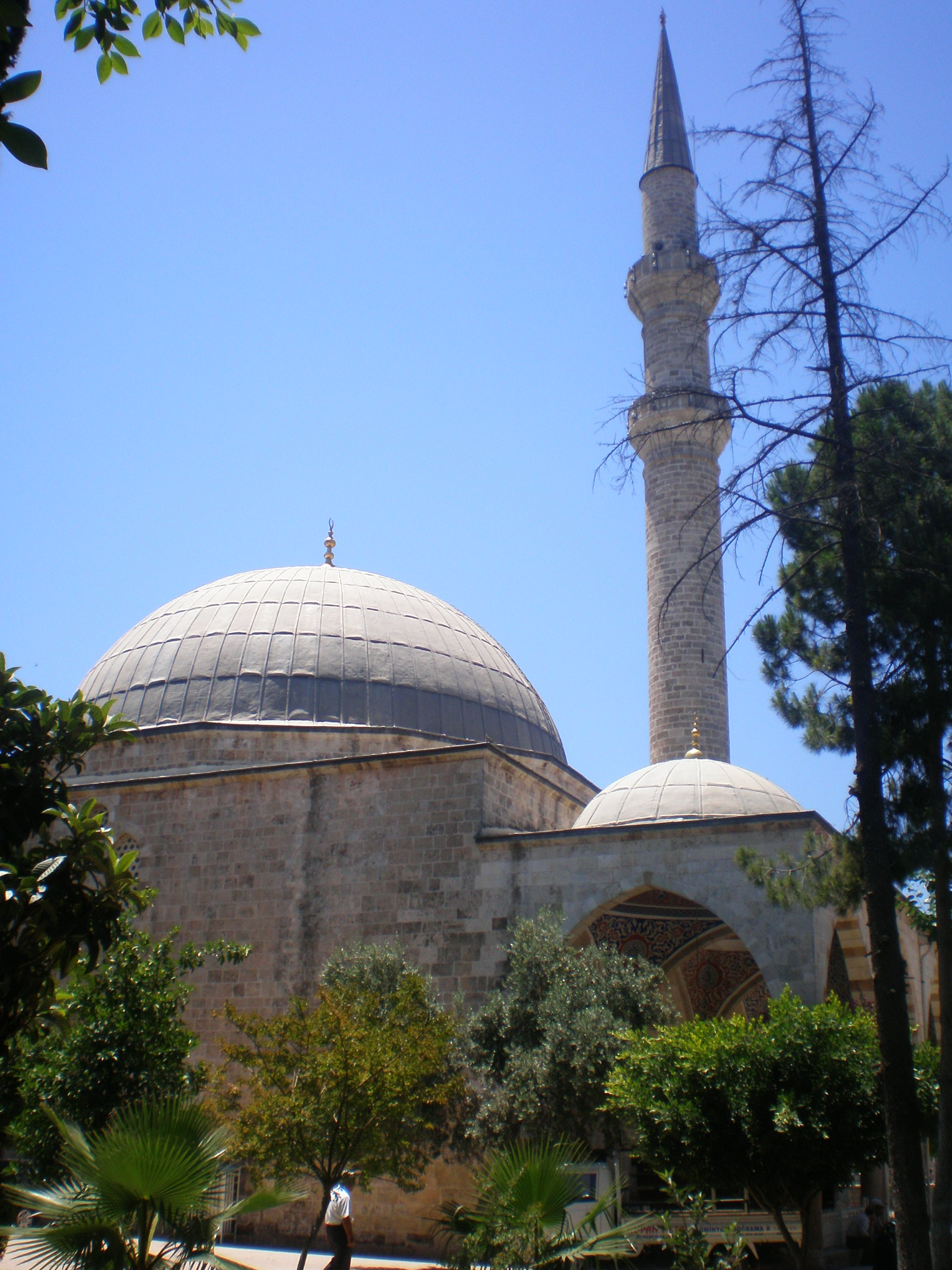
مسجد مراد پاشا

دربیرون محوطه کاخ‌ها در خیابان کاظم اوز آلپ قرار دارد. به دستور صدراعظم مراد پاشا در سال ۱۵۷۰ ساخته شده‌است. روی یک ده ضلعی به وسیله یک گنبد بزرگ پوشیده شده‌است. ستون‌های قسمت آخر مسجد که باریک بوده و سه گنبدی می‌باشد با سنگ‌های رنگین تزئین شده‌است.